# Juraj Žerjavić
Juraj Žerjavić svećenik, opat i zastupnik u Hrvatskom saboru rođen u Zlataru 1842. od oca Andrije i majke Josipe von Kallay.
Nakon pučke škole, koju je završio u Zlataru, pohađao je gimnaziju u Zagrebu.  Nakon završetka gimnazije nadbiskup Juraj Haulik ga šalje u Rim, gdje je kao novak Germanicuma od 1862. do
1869. studirao na Gregoriani te završio filozofiju i bogoslovlje da bi nakon završetka studija bio promaknut u doktora filozofije. Za svećenika je zaređen 7. srpnja 1868., a kad se vratio iz Rima 9. svibnja 1869. imenovan je za kapelana u župi sv. Petra u Zagrebu i nadstojnika u nadbiskupskom orfanotrofiju. 
Od 1871. kao profesor na Klasičnoj gimnaziji, predaje latinski, hrvatski, njemački, povijest i zemljopis. 
1874. godine Juraj Žerjavić je imenovan župnikom u Mariji Bistrici i "začasnim prisjednikom" Duhovnog stola. Tijekom svog boravka u Mariji Bistrici Žerjavić je dao izgraditi novu crkvu i dvije škole. 1884. godine postaje redovitim podarhiđakonom kotara Stubičkog. Zbog značajnog doprinosa znanosti i obrazovanju potkraj 19. i početkom 20. stoljeća jedna od središnjih zagrebačkih ulica nosi ime po njemu. 
Bio je pristašom Stranke prava, dijelom svećenstva iz Hrvatskog zagorja koje je širilo pravaške ideje među stanovništvom u Zagorju. Slovio je kao jedan od uglednijih i utjecajnijih pravaša 1890-ih. Njegovu pravašku usmjerenost se može vidjeti kroz cijelo jedno razdoblje, u kojem se ističu iduća djela: 1884. je na izborima za Hrvatski sabor glasovao za kandidata Stranke prava, 1886. je položio kauciju za pravaško političko glasilo »Hrvatska«,  izbori 1887. i njegova uloge u poznatoj aferi s 30 mandata ponuđenih pravašima za suradnju s režimskom Narodnom strankom protiv izborne koalicije oporbenih stranaka.
Prastric je Jurija Agabekova, jednog od najpoznatijih svjetskih dizajnera vanjske rasvjete. Otac Jurija Agabekova, poznati hrvatski ljevičar Ladislav Žerjavić,  bio je zarobljen kao austro-ugarski vojnik na ruskoj bojišnici za vrijeme prvog svjetskog rata te je onda promijenio prezime.

## Djela
U vremenu od 1870. do 1875. Žerjavić je napisao više crkvenih djela i znanstvenih radova, te pisao za Katolički List.
- O postanku čovječje duše
- Nepogrešljivost papina
- Placetum regium
- Čovjek majmun (znanstveni rad u dva sveska)  1872.- 1873. (reakcija na Darwinovu teoriju)

Među brojnim djelima Jurja Žerjavića jedno od najvažnijih je proširenje i obnavljanje župne crkve u Mariji Bistrici 1879. i 1882. godine prema nacrtu bečkog arhitekta Schmidta. 1909. Žerjavić poklanja svoju kuću u Žerjavićevoj ulici u Zagrebu i 200.000 kruna za osnivanje i uzdržavanje prve Tehničke visoke škole iz koje kasnije nastaje Tehnički fakultet. Sredstvima Žerjavićeve zaklade kasnije se je krenulo u izgradnju zgrada laboratorija i stanica u dvorištu fakulteta na Rooseveltovom trgu, kao i niz ostalih projekata namijenjenih unaprjeđenju visokoškolskog obrazovanja u Zagrebu.